# U-21-Fußball-Europameisterschaft 2021/Gruppe B
| Pl. | Land       | Sp. | S | U | N | Tore    | Diff. | Punkte |
| --- | ---------- | --- | - | - | - | ------- | ----- | ------ |
| 1.  | Spanien    | 3   | 2 | 1 | 0 | 005:000 | +5    | 07     |
| 2.  | Italien    | 3   | 1 | 2 | 0 | 005:100 | +4    | 05     |
| 3.  | Tschechien | 3   | 0 | 2 | 1 | 002:400 | −2    | 02     |
| 4.  | Slowenien  | 3   | 0 | 1 | 2 | 001:800 | −7    | 01     |

Gruppe B der U-21-Fußball-Europameisterschaft 2021:

## Slowenien – Spanien 0:3 (0:0)
| Slowenien                                              | Slowenien | Spanien | Spanien |
| ------------------------------------------------------ | --- | --- | ------- |
| Slowenien                                              | \| 1. Spieltag \| \| 24. März um 18:00 Uhr in Maribor (Stadion Ljudski vrt) \| \| Ergebnis: 0:3 (0:0) \| \| Zuschauer: keine \| \| Schiedsrichter: François Letexier ( Frankreich) \| \| Spielbericht \|                                            | \| 1. Spieltag \| \| 24. März um 18:00 Uhr in Maribor (Stadion Ljudski vrt) \| \| Ergebnis: 0:3 (0:0) \| \| Zuschauer: keine \| \| Schiedsrichter: François Letexier ( Frankreich) \| \| Spielbericht \|                                                                                  | Spanien |
| Slowenien                                              | Igor Vekić – Andraž Žinič, David Brekalo, Žan Zaletel, Žan Kolmanič – Dejan Petrovič, Adam Gnezda Čerin – Žan Rogelj (88. Tamar Svetlin), Timi Max Elšnik (72. Nik Prelec), Aljoša Matko – Žan Celar (59. Žan Medved) Cheftrainer: Milenko Ačimovič | Álvaro Fernández – Pipa, Hugo Guillamón, Jorge Cuenca, Juan Miranda – Martín Zubimendi (58. Jon Moncayola), Gonzalo Villar – Brahim Díaz (83. Fran Beltrán), Javier Puado (69. Yeremi Pino), Marc Cucurella (58. Manu García) – Abel Ruiz (83. Dani Gómez) Cheftrainer: Luis de la Fuente | Spanien |
| Slowenien                                              | 0:1 Puado (53.) 0:2 Villar (54.) 0:3 Miranda (89.) | | Spanien |
| Slowenien                                              | Rogelj (22.), Gnezda Čerin (25.), Petrovič (27.), Prelec (81.) | | Spanien |
| Slowenien                                              | Spieler des Spiels: Gonzalo Villar | | Spanien |
| 1. Spieltag                                            | | |         |
| 24. März um 18:00 Uhr in Maribor (Stadion Ljudski vrt) | | |         |
| Ergebnis: 0:3 (0:0)                                    | | |         |
| Zuschauer: keine                                       | | |         |
| Schiedsrichter: François Letexier ( Frankreich)        | | |         |
| Spielbericht                                           | | |         |

## Tschechien – Italien 1:1 (0:1)
| Tschechien                                        | Tschechien | Italien | Italien |
| ------------------------------------------------- | --- | --- | ------- |
| Tschechien                                        | \| 1. Spieltag \| \| 24. März um 18:00 Uhr in Celje (Stadion Z’dežele) \| \| Ergebnis: 1:1 (0:1) \| \| Zuschauer: keine \| \| Schiedsrichter: Dennis Higler ( Niederlande) \| \| Spielbericht \|                                                             | \| 1. Spieltag \| \| 24. März um 18:00 Uhr in Celje (Stadion Z’dežele) \| \| Ergebnis: 1:1 (0:1) \| \| Zuschauer: keine \| \| Schiedsrichter: Dennis Higler ( Niederlande) \| \| Spielbericht \| | Italien |
| Tschechien                                        | Martin Jedlička – Martin Vitík, Matěj Chaluš , Ladislav Krejčí – Libor Holík (49. Denis Granečný), Pavel Bucha, Michal Sadílek, Pavel Šulc – Adam Karabec (78. Václav Drchal) – Ondřej Lingr, Ondřej Šašinka (89. Dominik Janošek) Cheftrainer: Karel Krejčí | Marco Carnesecchi – Enrico Del Prato, Matteo Gabbia, Riccardo Marchizza – Gabriele Zappa (73. Raoul Bellanova), Davide Frattesi (66. Nicolò Rovella), Sandro Tonali, Giulio Maggiore (89. Tommaso Pobega), Marco Sala – Gianluca Scamacca, Patrick Cutrone (73. Giacomo Raspadori) Cheftrainer: Paolo Nicolato | Italien |
| Tschechien                                        | 1:1 Maggiore (75., Eigentor) | 0:1 Scamacca (31.) | Italien |
| Tschechien                                        | Vitík (54.), Bucha (80.), Janošek (90.+2') | Zappa (64.), Marchizza (74.), Del Prato (90.+1') | Italien |
| Tschechien                                        | Marchizza (90.+4') | | Italien |
| Tschechien                                        | Tonali (84.) | | Italien |
| Tschechien                                        | Spieler des Spiels: Pavel Bucha | | Italien |
| 1. Spieltag                                       | | |         |
| 24. März um 18:00 Uhr in Celje (Stadion Z’dežele) | | |         |
| Ergebnis: 1:1 (0:1)                               | | |         |
| Zuschauer: keine                                  | | |         |
| Schiedsrichter: Dennis Higler ( Niederlande)      | | |         |
| Spielbericht                                      | | |         |

## Slowenien – Tschechien 1:1 (1:0)
| Slowenien                                         | Slowenien | Tschechien | Tschechien |
| ------------------------------------------------- | --- | --- | ---------- |
| Slowenien                                         | \| 2. Spieltag \| \| 27. März um 18:00 Uhr in Celje (Stadion Z’dežele) \| \| Ergebnis: 1:1 (1:0) \| \| Zuschauer: keine \| \| Schiedsrichter: Glenn Nyberg ( Schweden) \| \| Spielbericht \|                                                                                  | \| 2. Spieltag \| \| 27. März um 18:00 Uhr in Celje (Stadion Z’dežele) \| \| Ergebnis: 1:1 (1:0) \| \| Zuschauer: keine \| \| Schiedsrichter: Glenn Nyberg ( Schweden) \| \| Spielbericht \| | Tschechien |
| Slowenien                                         | Igor Vekić – Andraž Žinič, David Brekalo, Sven Karič, Žan Kolmanič – Žan Zaletel, Adam Gnezda Čerin – Aljoša Matko (79. Žan Rogelj), Timi Max Elšnik (70. Dejan Petrovič), Nik Prelec (90.+2' Sandi Ogrinec) – Žan Medved (80. Dario Kolobarić) Cheftrainer: Milenko Ačimovič | Martin Jedlička – Libor Holík (46. Michal Fukala), Matěj Chaluš , Ladislav Krejčí, Denis Granečný (46. Pavel Šulc) – Dominik Janošek, Michal Sadílek – Michael Kohút (46. Tomáš Ostrák), Ondřej Šašinka (68. Adam Karabec), Pavel Bucha – Ondřej Lingr (80. Václav Drchal) Cheftrainer: Karel Krejčí | Tschechien |
| Slowenien                                         | 1:0 Matko (32.) | 1:1 Prelec (86., Eigentor) | Tschechien |
| Slowenien                                         | Medved (38.), Kolmanič (50.), Kolobarić (84.) | Granečný (28.), Chaluš (56.) | Tschechien |
| Slowenien                                         | Spieler des Spiels: Žan Zaletel | | Tschechien |
| 2. Spieltag                                       | | |            |
| 27. März um 18:00 Uhr in Celje (Stadion Z’dežele) | | |            |
| Ergebnis: 1:1 (1:0)                               | | |            |
| Zuschauer: keine                                  | | |            |
| Schiedsrichter: Glenn Nyberg ( Schweden)          | | |            |
| Spielbericht                                      | | |            |

## Spanien – Italien 0:0
| Spanien                                                | Spanien | Italien | Italien |
| ------------------------------------------------------ | --- | --- | ------- |
| Spanien                                                | \| 2. Spieltag \| \| 27. März um 21:00 Uhr in Maribor (Stadion Ljudski vrt) \| \| Ergebnis: 0:0 \| \| Zuschauer: keine \| \| Schiedsrichter: Harm Osmers ( Deutschland) \| \| Spielbericht \|                                                          | \| 2. Spieltag \| \| 27. März um 21:00 Uhr in Maribor (Stadion Ljudski vrt) \| \| Ergebnis: 0:0 \| \| Zuschauer: keine \| \| Schiedsrichter: Harm Osmers ( Deutschland) \| \| Spielbericht \|                                                    | Italien |
| Spanien                                                | Álvaro Fernández – Óscar Mingueza, Hugo Guillamón (46. Pipa), Jorge Cuenca, Juan Miranda – Manu García, Martin Zubimendi (80. Fran Beltrán), Gonzalo Villar (56. Jon Moncayola) – Javi Puado, Abel Ruiz, Marc Cucurella Cheftrainer: Luis de la Fuente | Marco Carnesecchi – Matteo Lovato, Enrico Del Prato, Luca Ranieri – Raoul Bellanova, Davide Frattesi, Nicolò Rovella, Tommaso Pobega, Gianluca Frabotta – Gianluca Scamacca, Patrick Cutrone (70. Giacomo Raspadori) Cheftrainer: Paolo Nicolato | Italien |
| Spanien                                                | Guillamón (16.), Villar (45.), Zubimendi (76.) | Frabotta (24.), Pobega (35.), Del Prato (51.), Rovella (69.), Scamacca (81.), Raspadori (90.+5') | Italien |
| Spanien                                                | Scamacca (86.), Rovella (88.) | | Italien |
| Spanien                                                | Mingueza (87.) | | Italien |
| Spanien                                                | Spieler des Spiels: Javi Puado | | Italien |
| 2. Spieltag                                            | | |         |
| 27. März um 21:00 Uhr in Maribor (Stadion Ljudski vrt) | | |         |
| Ergebnis: 0:0                                          | | |         |
| Zuschauer: keine                                       | | |         |
| Schiedsrichter: Harm Osmers ( Deutschland)             | | |         |
| Spielbericht                                           | | |         |

## Italien – Slowenien 4:0 (3:0)
| Italien                                                | Italien | Slowenien | Slowenien |
| ------------------------------------------------------ | --- | --- | --------- |
| Italien                                                | \| 3. Spieltag \| \| 30. März um 21:00 Uhr in Maribor (Stadion Ljudski vrt) \| \| Ergebnis: 4:0 (3:0) \| \| Zuschauer: keine \| \| Schiedsrichter: Bartosz Frankowski ( Polen) \| \| Spielbericht \| | \| 3. Spieltag \| \| 30. März um 21:00 Uhr in Maribor (Stadion Ljudski vrt) \| \| Ergebnis: 4:0 (3:0) \| \| Zuschauer: keine \| \| Schiedsrichter: Bartosz Frankowski ( Polen) \| \| Spielbericht \|                                                                                        | Slowenien |
| Italien                                                | Marco Carnesecchi – Matteo Lovato (54. Riccardo Marchizza), Matteo Gabbia, Luca Ranieri – Raoul Bellanova (54. Gabriele Zappa), Davide Frattesi, Tommaso Pobega (73. Lorenzo Pirola), Giulio Maggiore, Marco Sala – Giacomo Raspadori (73. Lorenzo Colombo), Patrick Cutrone (86. Gianluca Frabotta) Cheftrainer: Paolo Nicolato | Igor Vekić – Andraž Žinič, David Brekalo (46. Dušan Stojinović), Sven Karić, Žan Kolmanič (81. Aliaz Ploj) – Žan Zaletel, Adam Gnezda Čerin – Aljoša Matko, Timi Max Elšnik (46. Dejan Petrovič), Nik Prelec (46. Tamar Svetlin) – Žan Medved (70. Žan Celar) Cheftrainer: Milenko Ačimovič | Slowenien |
| Italien                                                | 1:0 Maggiore (10.) 2:0 Raspadori (19.) 3:0 Cutrone (25., Foulelfmeter) 4:0 Cutrone (50.) | | Slowenien |
| Italien                                                | Marchizza (55.), Frabotta (90.+3') | Karić (20.), Brekalo (34.), Matko (51.), Gnezda Čerin (75.) | Slowenien |
| Italien                                                | Marchizza (82.) | | Slowenien |
| Italien                                                | Vekič hält Foulelfmeter von Cutrone (45.) | | Slowenien |
| Italien                                                | Spieler des Spiels: Patrick Cutrone | | Slowenien |
| 3. Spieltag                                            | | |           |
| 30. März um 21:00 Uhr in Maribor (Stadion Ljudski vrt) | | |           |
| Ergebnis: 4:0 (3:0)                                    | | |           |
| Zuschauer: keine                                       | | |           |
| Schiedsrichter: Bartosz Frankowski ( Polen)            | | |           |
| Spielbericht                                           | | |           |

## Spanien – Tschechien 2:0 (0:0)
| Spanien                                           | Spanien | Tschechien | Tschechien |
| ------------------------------------------------- | --- | --- | ---------- |
| Spanien                                           | \| 3. Spieltag \| \| 30. März um 21:00 Uhr in Celje (Stadion Z’dežele) \| \| Ergebnis: 2:0 (0:0) \| \| Zuschauer: keine \| \| Schiedsrichter: Giorgi Kruaschwili ( Georgien) \| \| Spielbericht \|                                                                                      | \| 3. Spieltag \| \| 30. März um 21:00 Uhr in Celje (Stadion Z’dežele) \| \| Ergebnis: 2:0 (0:0) \| \| Zuschauer: keine \| \| Schiedsrichter: Giorgi Kruaschwili ( Georgien) \| \| Spielbericht \|                                                                                   | Tschechien |
| Spanien                                           | Álvaro Fernández – Pipa, Hugo Guillamón, Jorge Cuenca, Adrià Pedrosa – Manu García (81. Riqui Puig), Jon Moncayola, Gonzalo Villar (73. Alejandro Pozo) – Javi Puado (73. Fran Beltrán), Abel Ruiz (65. Dani Gómez), Ander Barrenetxea (81. Yeremi Pino) Cheftrainer: Luis de la Fuente | Martin Jedlička – Michal Fukala, Matěj Chaluš , Ladislav Krejčí, Michal Sadílek – Filip Havelka, Pavel Bucha (90.+2 Dominik Janošek) – Pavel Šulc (84. Patrik Žitný), Adam Karabec, Antonín Vaníček (75. Tomáš Ostrák) – Ondřej Lingr (75. Ondřej Šašinka) Cheftrainer: Karel Krejčí | Tschechien |
| Spanien                                           | 1:0 Dani Gómez (69.) 2:0 Dani Gómez (78.) | | Tschechien |
| Spanien                                           | Barrenetxea (59.), Manu García (80.) | Vaníček (18.), Krejčí (72.), Chaluš (74.), Lingr (75.) | Tschechien |
| Spanien                                           | Spieler des Spiels: Dani Gómez | | Tschechien |
| 3. Spieltag                                       | | |            |
| 30. März um 21:00 Uhr in Celje (Stadion Z’dežele) | | |            |
| Ergebnis: 2:0 (0:0)                               | | |            |
| Zuschauer: keine                                  | | |            |
| Schiedsrichter: Giorgi Kruaschwili ( Georgien)    | | |            |
| Spielbericht                                      | | |            |